# フィガローラ・ダル・カム
フィガローラ・ダル・カム（Figuerola del Camp）は、スペイン・カタルーニャ州タラゴナ県にあるムニシピオ（基礎自治体）。アルト・カム郡に属している。自治体公式名称はカタルーニャ語のFiguerola del Camp、カスティーリャ語名はFiguerola del Camp（フィゲローラ・デル・カンプ） または単にFiguerola（フィゲローラ）。

## 地理
フィガローラ・ダル・カムはミラマー山地（Serra de Miramar）の山腹に位置し、アルト・カム、タラグネス、バッシ・カムなどのコマルカの大部分を見渡すことができる。
近郊の自治体アル・プラ・ダ・サンタ・マリーアからTV-2001号線で結ばれている。

### 人口
カタルーニャ統計局によれば、2012年の人口は348人（2007年：330人、2006年：336人、2005年：318人）。フィガローラ・ダル・カムは一つの人口中心地区（ núcleoまたはentidades de población）によって形成されている。
| フィガローラ・ダル・カムの人口推移 1900－2010           |
|                                                         |
| 出典:INE（スペイン国立統計局）1900年 - 1991年、1996年 - |

## 歴史
980年カブラ城（Cabra del Camp）のボレル2世伯爵（Borrell II）からErvigiという貴族へ与えられた文書の中に初めてフィガローラという地名が言及されている。1198年には住民認可状（carta de población）が与えられた。13世紀以降、1835年までフィガローラはプブレット修道院の所有となっていた。

## 経済
300人余りの小さな自治体であるが、自治体内には他にミラマー地区がある。主要な産業は農業で、領域内の大部分はミラマー山地の森林地帯となっている。

## 祝日
フィガローラ・ダル・カムの最も重要な祭りは、7月25日のサン・ジャウマ（Sant Jaume ）の日である。